# Peter Koobs
Peter Koobs (* 1968 in Wilhelmshaven) ist ein deutscher Gitarrist, Produzent und Songwriter.

## Biografie
Er arbeitete unter anderem für Rosenstolz, Pe Werner, Joachim Witt, Peter Maffay, Howard Carpendale, Chris Norman, NEA!, Patricia Kaas, Die 3. Generation, No Angels und Jeanette Biedermann,Amigo del Sol, Matthias Reim, Mike Leon Rosch, Truck Stop, Bernd Stelter, Ken Hensley, Chris Thompson, Nicole, Danny Buller, Gerry Creighton & the Freelancers, Valentine, Giovanni Costello, Coshiva, Barbara Schöneberger, Harold Faltermeyer, Aura Dione, Helen Schneider, David Beta, Abigail Sugar, Udo Dirkschneider, Hunde (Lighthouse Family) sowie Helene Fischer und Michael Bolton.
1995 nahm er als Gitarrist am Popkurs Hamburg teil. 2003 gewann er als Songwriter mit der englischen Sängerin Emma Owens das Finale des europaweiten Emergenza Song Contest in Paris. 2006 wurde er von den Queen Mitgliedern Brian May und Roger Taylor als Gitarrist für das Musical „We will rock you“ in Zürich verpflichtet. Für das National Theatre of Scotland ging er 2007 mit dem Stück „The Bacchae“ (Hauptrolle Alan Cumming) auf England- und Schottland-Tournee.
2008 nahm Carolin Fortenbacher mit dem von Peter Koobs und Pe Werner geschriebenen Titel „Hinterm Ozean“ am Vorentscheid für den Eurovision Song Contest 2008 teil und erreichte im Finale den zweiten Platz.
Von 2014 bis 2019 war Peter Koobs für Heinz Rudolf Kunze als Live- und Studio-Gitarrist in dessen Band Verstärkung tätig. Für dessen 2019 erschienenen Album „Schöne Grüße vom Schicksal“ ist er auch als Co-Author und Produzent genannt.